# Victor Godoy Veiga
Victor Godoy Veiga (Brasília, 22 de janeiro de 1981) é um engenheiro e servidor público brasileiro. Foi ministro da Educação do Brasil entre 29 de março de 2022 a 31 de dezembro de 2022.
É servidor de carreira da Controladoria-Geral da União (CGU) e exerceu a função de secretário-executivo do Ministério da Educação antes de sua nomeação como ministro. Ele assumiu o cargo após a renúncia de Milton Ribeiro, em meio a uma série de denúncias envolvendo o repasse de verbas no MEC, no escândalo de corrupção chamado "Bolsolão do MEC".

## Carreira
Victor Godoy Veiga formou-se em engenharia de redes de comunicação de dados pela Universidade de Brasília (UnB) em 2003. Concluiu pós-graduação em defesa nacional pela Escola Superior de Guerra e em globalização, justiça e segurança humana pela Escola Superior do Ministério Público.
Em 2004, ingressou na carreira de auditor federal de finanças e controle da Controladoria-Geral da União (CGU), onde exerceu as funções de chefe de divisão, coordenador-geral e diretor de auditoria da área social e de acordos de leniência.
Foi responsável pela negociação de diversos acordos de leniência em parceria com autoridades brasileiras e estrangeiras, sendo um dos responsáveis pela devolução de valores bilionários desviados em atos de corrupção.
Em julho de 2020, foi designado como secretário-executivo do Ministério da Educação.
Após a renúncia do ministro da Educação Milton Ribeiro, acusado de participação no esquema de corrupção conhecido como "Bolsolão do MEC", Veiga assumiu o cargo de ministro, de forma interina, no dia 29 de março de 2022, e posteriormente de forma efetiva, no dia 14 de abril de 2022.

## Principais Entregas

### Dados do cenário educacional antes da Pandemia do Covid-19
- Avaliação Nacional de Alfabetização 2016 – ANA de 2016

Segundo os resultados da Avaliação Nacional da Alfabetização — ANA, de 2016, 54,73% dos mais de 2 milhões de alunos concluintes do 3º ano do ensino fundamental apresentaram desempenho insuficiente no exame de proficiência em leitura.
Desse total, cerca de 450 mil alunos foram classificados no nível 1 da escala de proficiência, o que significa que eram incapazes de localizar informação explícita em textos simples de até cinco linhas e de identificar a finalidade de textos como convites, cartazes, receitas e bilhetes.
Entre os anos de 2002 e 2016, o MEC investiu no Programa Brasil Alfabetizado mais de R$ 2 bilhões sem, contudo, obter impactos significativos nas taxas de analfabetismo adulto ao longo do período em que esse programa foi executado. 
O Pacto Nacional pela Alfabetização na Idade Certa — PNAIC criado em 2012, previu investimentos de R$ 2,7 bilhões para ser gasto até 2014.  Em termos orçamentários, foi considerado, o maior programa de formação de professores já desenvolvido à época, conforme o relatório de gestão do MEC correspondente ao ano de 2014. Esse programa também não foi efetivo e não mudou a realidade da alfabetização do nosso país. 
- Sistema de Avaliação da Educação Básica 2019 – SAEB 2019

Já em relação aos resultados da avaliação do Sistema Nacional de Avaliação da Educação Básica — Saeb 2019, constatou-se que apenas 14,08% dos estudantes avaliados no 2º ano do ensino fundamental eram capazes de realizar leitura, com compreensão, de um texto de extensão média.
Ainda, quanto à matemática, apenas pouco mais de 17% dos alunos conseguiam resolver problemas simples como ordenar quatro números de dois algarismos em ordem crescente ou identificar objetos semelhantes a um cilindro.
- PISA (Avaliação Internacional aplicada a alunos de 15 anos)

Na edição de 2018, a pontuação média dos brasileiros na avaliação de leitura foi de 413 pontos, valor significativamente inferior à média dos países membros da OCDE (487 pontos). Dos estudantes brasileiros, 50% não possuem nível básico de leitura, o mínimo para o exercício pleno da cidadania. Em ciências, o número chega a 55% e, em matemática, 68,1%. Os índices ficaram estagnados desde 2009. 

### Alfabetização
Desde 2019, uma série de medidas foi adotada para equacionar o problema histórico da qualidade do processo de alfabetização no Brasil. Essas medidas foram resultantes da criação inédita de uma Secretaria de Alfabetização no Ministério da Educação e da utilização de critérios científicos para formatação de uma nova Política Nacional e de programas de alfabetização.
Victor Godoy Veiga auxiliou, tanto como Secretário-Executivo como Ministro de Estado, na viabilização de diversas ações pensadas e implementadas pela Secretaria de Alfabetização.
Abaixo são apresentados algumas das importantes medidas adotadas pelo Ministério da Educação desde 2019 na alfabetização.
- Criação da Secretaria de Alfabetização

A criação da inédita Secretaria de Alfabetização — Sealf, com vistas à priorização da alfabetização tanto como pauta de governo quanto no contexto da consolidação de políticas públicas de Estado.
- Criação da Política Nacional de Alfabetização - PNA

Em 11 de abril de 2019 foi publicado o Decreto nº 9.765/2019, que instituiu a Política Nacional de Alfabetização. Essa Política Nacional de Alfabetização inseriu o Brasil no rol de países que pautam suas políticas educacionais de alfabetização em evidências cientificas e em políticas públicas exitosas.
A Política enfatiza a promoção da igualdade de oportunidades educacionais e da aprendizagem como instrumento de superação de vulnerabilidades sociais e como condição para o exercício pleno da cidadania. 
A PNA baseou-se numa extensiva tradição de construção de políticas públicas baseadas em evidências cientificas, encontrando seu norte nas experiências exitosas de diversos países do mundo.
- Criação do mais importante Programa Federal da Alfabetização – o Tempo de Aprender

O programa Tempo de Aprender foi instituído pela Portaria MEC nº 280, de 19 de fevereiro de 2020, trazendo ações concretas para implementar a Política Nacional de Alfabetização. É um grande trabalho em equipe entre os diversos níveis federativos — isto é, funciona a partir do regime de colaboração.
Se todos os mais de cinco mil entes federativos do Brasil tivessem, cada um, de pesquisar as melhores evidências científicas de educação, ocorreria grande retrabalho e esforços desencontrados. A União, por meio do programa Tempo de Aprender, disponibiliza ações de alto impacto para todos aqueles entes aderentes.
Um grande exemplo disso foi a Nota de Apoio ao Programa Tempo de Aprender, uma declaração conjunta da Secretaria de Alfabetização, do Consed (secretários estaduais de educação) e da Undime (secretários municipais de educação) incentivando e recomendando expressamente que as redes locais a aderirem ao programa Tempo de Aprender. 
Alguns dados e resultados importantes da PNA e do Tempo de Aprender:
- 21 Estados e o Distrito Federal realizaram adesão, o que corresponde a 81% das Unidades Federativas;

- 5.134 municípios realizaram adesão, correspondendo a 92% dos 5.568 municípios existentes no Brasil;

- foram realizadas cerca de 30 reuniões, com destaque para a videoconferência com representantes regionais da Undime;

- foram realizados cerca de 140 eventos de esclarecimentos, alinhamentos e implementação com Undime, Consed, Secretarias de Educação e encontros presenciais e virtuais com coordenadores locais do programa.

- total de 935 mil cursistas em todas as formações online voltadas a professores. Essas formações contaram com 19,6 milhões de acessos, e 300 mil certificados emitidos;

- as formações voltadas a gestores contaram com 65 mil inscrições, 34 mil emissões de certificados de curso e mais de 2 mil emissões de certificação avançada;

- 100 (cem) professores enviados para intercâmbio em Portugal, visando a internacionalização do conhecimento científico e da prática pedagógica no âmbito da alfabetização; e

- impacto potencial em mais de 130 mil turmas, ou 2,6 milhões de estudantes beneficiados.

O programa Tempo de Aprender foi submetido a uma avaliação de impacto em moldes científicos. Comparou-se o ganho de proficiência em leitura, escrita e fluência em leitura ao longo de 5 (cinco) meses entre escolas participantes do programa e escolas não participantes. Os resultados, que estão disponíveis no Relatório de Impacto do programa Tempo de Aprender (SEI 3752576), foram:
- Uma criança de escola vulnerável que passou pela intervenção do Tempo de Aprender tem 22% a mais de chances de ser leitor iniciante ou fluente se comparada a uma criança que não participou do programa;

- Uma criança de escola não-vulnerável que passou pela intervenção do Tempo de Aprender tem 27% a mais de chances de ser leitor iniciante ou fluente se comparada a uma criança que não participou do programa;

- Em leitura, no 1º e no 2º ano do ensino fundamental, as crianças no Tempo de Aprender tiveram desempenho de 20 a 47 pontos superior se comparadas às crianças que não participaram do programa;

- Em Escrita, no 1º ano do ensino fundamental, as crianças no Tempo de Aprender tiveram desempenho de 48 a 65 pontos superior se comparadas às crianças que não participaram do programa;

- Em Escrita, no 2º ano do ensino fundamental, as crianças de escolas vulneráveis tiveram desempenho maior no Tempo de Aprender, mas com fraca correlação estatística, e não foi detectado impacto nas escolas não-vulneráveis.

Para garantir uma educação de qualidade, é essencial que haja um ensino eficiente da leitura e escrita. A introdução da Política Nacional de Alfabetização marcou uma nova perspectiva em relação aos programas e iniciativas voltados para o ensino da leitura e escrita, o que se concretizou em programas como Tempo de Aprender, Conta pra Mim e o novo Programa Brasil Alfabetizado, bem como em diversas outras iniciativas que beneficiaram professores, diretores, coordenadores pedagógicos, estudantes e famílias de todo o país.

### Recuperação de Aprendizagens - RECUPERA MAIS BRASIL
Durante sua gestão como Ministro da Educação, foi responsável pelo lançamento da Política Nacional de Recuperação das Aprendizagens na Educação Básica, conhecida como RECUPERA MAIS BRASIL. Essa Política foi estabelecida no Decreto 11.079, de 23 de maio de 2022. Essa Política alcançou mais de 2400 municípios brasileiros com mais de 5,6 milhões de estudantes cadastrados. Além disso, foram mais de 9 milhões de testes avaliativos aplicados.
Essa Política foi desenvolvida em parceria com mais de 10 Universidades Federais, em especial a Universidade de Juiz de Fora, por meio do CAED, a Universidade do Ceará e a Universidade de Alagoas. Em maio de 2023, no Fórum Mundial de Educação em Londres, o Ministro da Educação, Victor Godoy Veiga, apresentou essa Política e seus resultados iniciais para 117 ministros da educação de todo o mundo. 
Em decorrência da abrangência da estratégia de recuperação e dos resultados promissores obtidos, o Brasil foi selecionado pelo Banco Mundial para participar de estudo sobre recuperação de aprendizagens. Além disso, o Banco Mundial solicitou autorização para utilizar a Política de recuperação de aprendizagens brasileira como referência para outros países.
O principal elemento da Política de Recuperação foi o lançamento da Plataforma de Avaliações Diagnósticas e Formativas. Essa plataforma disponibilizou mais de mil testes avaliativos em Língua Portuguesa, Matemática, Ciências e Língua Inglesa, do 2o ano do Ensino Fundamental até o 3o ano do Ensino Médio. Esses testes objetivavam medir o nível de conhecimentos de cada estudante com base na escala do SAEB e de acordo com a base curricular nacional. A partir do resultado desses testes, a plataforma sugere o agrupamento dos alunos por nível de conhecimento e oferece materiais didático desenvolvidos especialmente para a recuperação dos conhecimentos de acordo com a defasagem identificada. Essa Política prevê a aplicação cíclica de avaliações e recomposição dos conhecimentos até que os estudantes sejam efetivamente recuperados. A previsão é de quatro ciclos anuais. 
No primeiro ano de aplicação, foi possível observar que o nível de conhecimento dos estudantes e a defasagem observados foram significativas. No primeiro ciclo de avaliação do 2o ano em Língua Portuguesa, foi observado que 35% dos estudantes estavam nos níveis Baixo e Muito Baixo, ou seja, não estavam alfabetizados. Já no segundo ciclo (cerca de 2 meses depois), após a recomposição dos conhecimentos, 25% dos estudantes estavam nesses níveis, demonstrando uma melhora no cenário.  Em relação ao 2o ano em Matemática, 35% dos alunos tiveram desempenho Baixo ou Muito Baixo no primeiro ciclo. Esse percentual reduziu para 20% no segundo ciclo, também demonstrando melhora. 
No 6o ano, os dados demonstraram uma enorme defasagem do conhecimento dos estudantes. Em Língua Portuguesa, apenas 14% dos estudantes se encontravam no nível esperado de conhecimentos no primeiro ciclo. No segundo ciclo esse percentual passou a 17%. Em Matemática no 6o ano, apenas 2% dos estudantes avaliados se encontravam dentro do nível esperado. Esse percentual passou a 16% no segundo ciclo. 
Em relação à alfabetização, em março de 2022, os alunos do 1º e 2º anos avaliados não sabiam: 
- Localizar informações explícitas em um texto de baixo nível de complexidade;
- Ler frases;
- Ler palavras.

Essas habilidades eram esperadas para o ciclo da alfabetização. Já em agosto de 2022, esses mesmos alunos já sabiam: Localizar informações explícitas em um texto de nível médio de complexidade; Identificar o propósito comunicativo de um texto do campo da vida cotidiana; Identificar o gênero de um texto do campo da vida cotidiana. Ou seja, já tinham habilidades esperadas para alunos que concluíram o 3º ano do Ensino Fundamental.
Essa evolução foi possível com a aplicação das ferramentas e abordagens pedagógicas do Programa Tempo de Aprender, no âmbito da Política Nacional de Alfabetização, instituída pelo Decreto nº 9.765 de 11 de abril de 2019.
A cerimônia de apresentação dos resultados do 4º ciclo avaliativo demonstrou os resultados importantes obtidos pela Política.

### Transição
Na reunião de transição, realizada em dezembro de 2022, o Ministro Victor Godoy Veiga, os Secretários de Estado e os presidentes das autarquias vinculadas ao MEC fizeram um balanço das importantes entregas realizadas pelo Ministério da Educação durante o período de 2019 a 2022.